# Julie & Julia
Julie & Julia es una comedia biográfica estrenada en 2009, escrita y dirigida por Nora Ephron. La película describe los acontecimientos en la vida de la chef Julia Child —interpretada por Meryl Streep— en los primeros años de su carrera culinaria, en contraste con la vida de Julie Powell —interpretada por Amy Adams— quien aspira a cocinar las 524 recetas del libro de cocina de Child durante un año.  
Ephron comenzó a filmar Julie & Julia en marzo de 2008. La película tuvo un estreno limitado el 30 de julio de 2009 en el Teatro Ziegfeld en Nueva York y luego se estrenó para todo el país el 7 de agosto de 2009.
Fue la última película dirigida por Nora Ephron.

## Argumento
En 2002 Julie Powell (Amy Adams) se propone hacer todas las recetas contenidas en el libro de Julia Child El arte de la cocina francesa, el cual fue escrito en la década de 1960, y mientras, escribe un blog sobre sus experiencias culinarias. 
La película nos muestra dos historias entrelazadas: La historia de cómo Julia Child (Meryl Streep) descubrió su afición a la cocina, durante el tiempo que estuvo viviendo en París en 1950 y sobre cómo escribe y publica su propio libro de cocina. Y la historia de Julie Powell, la narradora.
La película comienza con la llegada de Julie y su marido a un nuevo apartamento. Y las ganas de Julie de tener algo interesante que hacer, ya que su trabajo con los teléfonos no le llena. Por eso su marido le da la idea de escribir un blog. A Julie no se le ocurre ningún tema, hasta que viendo el programa de cocina de Julia Child, se da cuenta de lo maravillosa que era, y lo inspiradora que era para ella. Por eso busca el libro de cocina escrito por Julia, y se decide a cocinar todas las recetas del libro en 365 días.
Mientras esto ocurre, años atrás, en 1950, aparece la llegada a París de Julia Child y su marido. Como Julia se aburre, sola en casa mientras su marido sale a trabajar por la mañana, se le ocurre tomar un cursillo de alguna actividad. Tras varios intentos fallidos, encuentra un curso de cocina. Que al principio no le entusiasma tanto, pero al ver cómo los demás se burlan de su lentitud y su forma para trabajar la comida, practica todas las tardes en su casa. Por eso se da cuenta de su potencial y lo mucho que le encanta cocinar. Julia se convierte en la mejor alumna de la clase.
A lo largo de la película, se muestra a Julie haciendo varias recetas al día, ya que eran 524 en total. Y también cómo Julia tiene una amiga por correspondencia y le escribe con frecuencia todo lo que le va pasando. En todo esto Julia conoce a dos mujeres que quieren comenzar un libro de cocina, y Julia las ayuda para escribir, y para dar unas clases de cocina. Una de las mujeres no se esfuerza nada en eso, dejando que las demás hagan todo el trabajo, por eso la acaban echando del «grupo», aunque a Julia no le supo muy bien.
Julie, estresada, aunque encantada porque realmente ama escribir en su blog de las recetas de Julia, recibe una llamada en la que se le dice que va a ser visitada por Judith Jones, quien fue la editora que publicó el libro de Child. Pero al final por el mal tiempo lo cancelan, lo que hace caer a Julie en una pequeña depresión, y le hace pelear con su marido. Su marido la deja y desaparece de la casa sin responder las llamadas de Julie, que desesperada solo piensa en recuperarlo y deja de cocinar durante casi una semana, hasta que este, que lee el blog de Julie, se da cuenta de que sigue siendo ella realmente bajo el estrés de su blog y el libro, y vuelve a casa.
Julia y su compañera no encuentran alguien que pueda publicarles el libro. Varias editoriales lo rechazan porque era demasiado largo, y ellas querían hacerlo en tomos, contradiciéndose a sí mismas, ya que el libro estaba titulado La cocina francesa para el ama de casa estadounidense, lo que da la impresión de que unas recetas difíciles, sean más fáciles para amas de casa.
Hasta que al modificarlo en inglés (gracias a Julia) consiguen una editorial y el libro es un éxito. Solo queda una receta en el libro de Julie. A estas alturas, su blog y su objetivo es muy conocido, y en una tarde cualquiera, ella llega a su casa, con 65 mensajes telefónicos, en los que le piden hacer su vida en películas, libros, shows televisivos, etc. Poco después, un periodista le llama explicándole, que Julia Child no estaba para nada contenta con lo que ella hacía, y preguntándole qué decía al respecto. 
Obviamente, Julie que tanto admiraba a Julia, soñaba con conocerla algún día. Al saber que ella la desaprueba, cae de nuevo en una pequeña depresión, pero gracias a su marido, consigue fuerzas de nuevo, aclara sus opiniones de Julia, vuelve a admirarla como antes, termina su receta, y su blog. 
Julia y su marido se mudan a una casa mucho más grande en otro estado al que se ven obligados a ir por el trabajo del marido. En la nueva casa tienen una cocina enorme con la que Julia está encantada, y su última escena es cómo ellos la decoran e instalan las herramientas culinarias de Julia. Unos segundos después la cocina sigue ahí pero Julia y su marido se van. Y aparece en la misma toma la cocina pero en un museo, que está dedicado a Julia Child; Julie y su marido están allí. 
Cuando Julie empieza con las recetas, narra una regla de Julia Child: «Nunca, en una receta, hay demasiada mantequilla», y Julie, en cada receta que hace, pone mantequilla. En la última escena, Julie y su marido van a salir del museo, cuando encuentran una foto de Julia, Julie le pide unos minutos a su marido, y le dice a la foto textualmente «Te quiero Julia» y le deja en la mesita de abajo de la foto un paquete de mantequilla. Luego, se muestra en la cocina a Julia y su marido, quien le entrega un paquete, resultando ser su libro ya publicado, causando la gran alegría de Julia.

## Reparto
- Amy Adams es Julie Powell.
- Meryl Streep es Julia Child.
- Stanley Tucci es Paul Child.
- Chris Messina es Eric Powell.[2]
- Jane Lynch es Dorothy McWilliams, hermana de Julia Child.[3]
- Mary Lynn Rajskub es Helen.[4]
- Vanessa Ferlito es Cassie.[5]
- Casey Wilson es Regina.[6]

## Recepción

### Reacción de la crítica
La película en general recibió comentarios favorables de los críticos. Rotten Tomatoes informó que el 100 % de los críticos dieron comentarios positivos, basado en 155 comentarios, con una puntuación media de 75 %. Otro agregador de revisión, Metacritic, que asigna una normalizada evaluación de 100 comentarios arriba de los principales críticos, le dio una puntuación media de 66 %, basado en 1 000 000 comentarios. Meryl Streep ha sido ampliamente elogiada por su interpretación de Julia Child. El crítico de cine AO Scott de The New York Times afirmó que «Por ahora esta actriz (Streep) ha agotado todos los superlativos que existen y que sugieren que ha superado a sí misma es solo para decir que lo ha hecho de nuevo. Su actuación va más allá de la imitación física, aunque tiene los hombros caídos y la voz aflautada por la perfección». El crítico Peter Travers escribió en la revista Rolling Stone dijo que «Meryl Streep (en su brillante y más seductora [interpretación]) es el condimento que hace el truco de la deliciosa Julie & Julia». Del mismo modo, Stephanie Zacharek de la revista Salón sacó la conclusión de que «Streep no interpreta a Julia Child aquí, pero algo a la vez más difícil y más verdadero, es que está interpretando nuestra idea de Julia Child».
El crítico Kenneth Turan de Los Angeles Times, comentó: «Julie & Julia hace lo correcto. Consumar un entretenimiento que se hace eco de los ritmos y las actitudes del clásico de Hollywood, es un retroceso para satisfacer las fantasías de película antigua, donde los sueños imposibles se hacen realidad. Y, en este caso, es lo que realmente pasó. Dos veces». The AV Club le dio a la película una C, explicando que «Julie & Julia es dos películas en una. Eso es una película más de lo que debe ser». Entertainment Weekly le dio una B+. La revisión de la pizarra también fue positiva.

### Taquilla
En su primer fin de semana, la película se estrenó de segunda detrás de G.I. Joe: The Rise of Cobra con 20,1 millones de dólares. Para el 24 de septiembre de 2009, la película había recaudado 129 538 392 $ en todo el mundo, superando su presupuesto de 40 millones de dólares.